# Корабско езеро
Корабското езеро, наричано и Големо Корабско езеро (на македонска литературна норма: Корапско Езеро, Големо Корапско Езеро), е едно от Корабските езера – ледникови езера в планината Кораб, по билото на която минава държавната граница между Северна Македония и Албания.
Разположено е непосредствено под най-високия връх на планината – Голем Кораб (2753 m), в източното му подножие. Понякога е наричано Големото Корабско/Големокорабско езеро по името на върха, макар че като големина то е по-малко от Малото Корабско езеро. 
Надморската височина на Корабското езеро – 2470 m, го прави най-високо разположеното езеро в Северна Македония. Дълго е 51 m и широко 20 m. Площта му е 800 кв.м. Дълбочината му е едва 20 cm. Езерото се захранва от топенето на снеговете и преспите. От североизточния му край изтича поток, главният ръкав на Дълбока река.